# 尹业金
尹业金（？—），男，中华人民共和国政治人物，曾任中共中央组织部干部监督局局长，副部级巡视专员。